# Бюст-паметник на Ильо войвода (Кюстендил)
Бюст-паметникът на Ильо войвода е монумент в чест на българския хайдутин и революционер Ильо войвода (1872 – 1903) в град Кюстендил, България.

## История
Паметникът е открит в 1937 година на стария пазар за дърва, до къщата на войводата. Инициативата за създаването на паметника е на кюстендилското студентство землячество Академична дружба. Финансиран е от дарения на кюстендилци. Автор е скулпторът Драган Лозенски. Бюстът е от бронз, а постаментът от гранит.
В 1978 година с превръщането на къщата на войводата в музей и изграждането до нея на нов гранитен паметник бюстът е преместен в парка на Обувния завод „Ильо войвода“. След приватизацията на фирмата паметникът е съхраняван в частен двор.
През август 2015 година Общинският съвет решава паметникът да бъде изложен в центъра на града, в градинката между улиците „Пауталия“, „Демокрация“ и „Любен Каравелов“.
На 13 март 2018 година паметникът е поставен в градинката срещу сградата на общината в Кюстендил.